# Parti Socialiste (België)
De Parti Socialiste (PS, Socialistische partij) is een sociaaldemocratische Franstalige partij in Brussel en Wallonië. De partij is ontstaan in 1978 toen de Belgische Socialistische Partij werd opgesplitst in de Franstalige PS en de Vlaamse SP, later in 2001 sp.a en sinds 2021 Vooruit. De PS is vertegenwoordigd in het Belgisch federaal parlement, in het parlement van de Franse Gemeenschap, in het Waals Parlement en in het Brussels Hoofdstedelijk Parlement. Ze is een coalitiepartner van verschillende regionale regeringen en de federale regering-De Croo I. De partij is supranationaal vertegenwoordigd in het Europees Parlement en maakt deel uit van de Europese fractie van de Progressieve Alliantie van Socialisten en Democraten. Op Europees niveau maakt de PS deel uit van de Partij van de Europese Sociaaldemocraten (PES).

## Politiek gedachtegoed
De Parti Socialiste (PS) profileert zich als een linkse bestuurspartij. De partij strijdt voor traditionele socialistische waarden zoals gelijkheid, sociale rechtvaardigheid, internationale solidariteit. Ze engageren zich ook voor een belastinghervorming, betere en meer toegankelijke gezondheidszorg en het uitbreiden van het sociale vangnet.

## Geschiedenis

### BWP (1885-1940)
- Belgische Werkliedenpartij (BWP) vanaf 1885 tot en met 1940

### BSP (1940-1978)
- Belgische Socialistische Partij (BSP) vanaf 1940 tot en met 1978

### Voorzitters
| Voorzitters PS   | Voorzitters PS                      | Voorzitters PS |
| Naam             | Periode                             | Opmerkingen |
| ---------------- | ----------------------------------- | --- |
| André Cools      | 26 november 1978 - 22 februari 1981 | Herkozen op 27 januari 1979. |
| Guy Spitaels     | 22 februari 1981 - 25 januari 1992  | Verkozen op 22 februari 1981, herkozen op 5 februari 1983, 16 februari 1985, 14 februari 1987, 19 februari 1989 en 19 januari 1991. |
| Philippe Busquin | 25 januari 1992 - 23 oktober 1999   | Verkozen op 25 januari 1992, herkozen op 13 februari 1993, 12 maart 1994, 18 februari 1995 en 1 maart 1997. |
| Elio Di Rupo     | 23 oktober 1999 - 20 oktober 2019   | Verkozen op 9 oktober 1999, officieel geïnstalleerd op 23 oktober 1999. Herkozen op 27 september 2003, 11 juli 2007, 28 mei 2011 en 11 oktober 2014. Zijn taken als voorzitter werden tijdens zijn premierschap waargenomen door respectievelijk Thierry Giet (van 6 december 2011 tot 17 januari 2013) en Paul Magnette (van 17 januari 2013 tot 22 juli 2014). |
| Thierry Giet     | 6 december 2011 - 17 januari 2013   | Waarnemend voorzitter. |
| Paul Magnette    | 17 januari 2013 - 22 juli 2014      | Waarnemend voorzitter. |
| Paul Magnette    | 20 oktober 2019 - heden             | Verkozen op 20 oktober 2019, herkozen op 11 maart 2023. |

### Overzicht Kamerzetels
| 70 |

| 68 |

| 78 |

| 70 |

| 73 |

| 70 |

| 64 |

| 69 |

| 66 |

| 77 |

| 86 |

| 84 |

| 84 |

| 64 |

| 59 |

| 61 |

| 59 |

| 62 |

| 58 |

| 26 |

| 35 |

| 32 |

| 35 |

| 32 |

| 40 |

| 28 |

| 35 |

| 20 |

| 21 |

| 14 |

| 19 |

| 23 |

| 25 |

| 14 |

| 20 |

| 13 |

| 26 |

| 13 |

| 23 |

| 09 |

| 20 |

| 13 |

| 16 |

- '19-'21: 186zetels/  '25-'32: 187 zetels/  '36-'46: 202 zetels/  '49-'91: 212 zetels/  '95-'24: 150 zetels
- BWP '19-'39
- BSP '46-'78
-  PS
-  SP/sp.a/Vooruit

### Overzicht regeringsdeelnames
| Regering        | Premier           | Partijen                                | Van              | Tot              |  |
| --------------- | ----------------- | --------------------------------------- | ---------------- | ---------------- |  |
| Martens I       | Wilfried Martens  | CVP/PSC, SP/PS, FDF                     | 3 april 1979     | 23 januari 1980  |  |
| Martens II      | Wilfried Martens  | CVP/PSC, SP/PS                          | 23 januari 1980  | 18 mei 1980      |  |
| Martens III     | Wilfried Martens  | CVP/PSC, SP/PS, PVV/PRL                 | 18 mei 1980      | 22 okt. 1980     |  |
| Martens IV      | Wilfried Martens  | CVP/PSC, SP/PS                          | 22 okt. 1980     | 6 april 1981     |  |
| M. Eyskens I    | Mark Eyskens      | CVP/PSC, SP/PS                          | 6 april 1981     | 17 dec. 1981     |  |
|                 |                   |                                         |                  |                  |  |
| Martens VIII    | Wilfried Martens  | CVP/PSC, SP/PS, VU                      | 9 mei 1988       | 29 sept. 1991    |  |
| Martens IX      | Wilfried Martens  | CVP/PSC, SP/PS                          | 29 sept. 1991    | 7 maart 1992     |  |
| Dehaene I       | Jean-Luc Dehaene  | CVP/PSC, SP/PS                          | 7 maart 1992     | 23 juni 1995     |  |
| Dehaene II      | Jean-Luc Dehaene  | CVP/PSC, SP/PS                          | 23 juni 1995     | 12 juli 1999     |  |
| Verhofstadt I   | Guy Verhofstadt   | VLD/PRL-FDF-MCC, SP/PS, Agalev/Ecolo    | 12 juli 1999     | 11 juli 2003     |  |
| Verhofstadt II  | Guy Verhofstadt   | VLD/MR, sp.a-Spirit/PS                  | 11 juli 2003     | 21 december 2007 |  |
| Verhofstadt III | Guy Verhofstadt   | CD&V/cdH, Open Vld/MR, PS               | 21 december 2007 | 20 maart 2008    |  |
| Leterme I       | Yves Leterme      | CD&V/cdH, Open Vld/MR, PS               | 20 maart 2008    | 30 december 2008 |  |
| Van Rompuy I    | Herman Van Rompuy | CD&V/cdH, Open Vld/MR, PS               | 30 december 2008 | 25 november 2009 |  |
| Leterme II      | Yves Leterme      | CD&V/cdH, Open Vld/MR, PS               | 25 november 2009 | 6 december 2011  |  |
| Di Rupo         | Elio Di Rupo      | CD&V/cdH, Open Vld/MR, sp.a/PS          | 6 december 2011  | 11 oktober 2014  |  |
|                 |                   |                                         |                  |                  |  |
| De Croo         | Alexander De Croo | CD&V, Open Vld/MR, sp.a/PS, Ecolo/Groen | 1 oktober 2020   | 3 februari 2025  |  |

## Politieke mandaten

### Europees niveau
De PS heeft in het Europees Parlement twee zetels:
- Estelle Ceulemans
- Elio Di Rupo

### Wetgevende macht

#### Kamer van volksvertegenwoordigers
De PS heeft in de Kamer zestien zetels:
- Khalil Aouasti
- Hugues Bayet
- Ridouane Chahid
- Philippe Courard
- Frédéric Daerden
- Ludivine Dedonder
- Caroline Désir
- Pierre-Yves Dermagne (fractievoorzitter)
- Christophe Lacroix
- Dimitri Legasse
- Paul Magnette
- Marie Meunier
- Lydia Mutyebele Ngoi
- Patrick Prévot
- Sophie Thémont
- Eric Thiébaut

#### Senaat
De PS beschikt over zes senatoren:
- Fatima Ahallouch
- Nadia El Yousfi
- Hasan Koyuncu
- Anne Lambelin (fractievoorzitter)
- Özlem Özen
- Thierry Witsel

### Waals Gewest

#### Wetgevende macht
In het Waals Parlement telt de PS 19 zetels:
- Christophe Collignon
- Vincent Crampont
- Valérie Dejardin
- Dorothée De Rodder
- Laurent Devin
- Eddy Fontaine
- Isabella Greco
- Mélissa Hanus
- Anne Lambelin
- Bruno Lefebvre
- Jean-Pierre Lepine
- Christie Morreale
- Sylvie Muratore
- Özlem Özen
- Sophie Pécriaux
- Sabine Roberty
- Patrick Spies
- Eliane Tillieux
- Thierry Witsel

### Franse Gemeenschap

#### Wetgevende macht
In het Parlement van de Franse Gemeenschap telt de PS 24 mandatarissen:
- Leila Agic
- Martin Casier (fractievoorzitter)
- Christophe Collignon
- Vincent Crampont
- Valérie Dejardin
- Dorothée De Rodder
- Laurent Devin
- Ibrahim Dönmez
- Nadia El Yousfi
- Eddy Fontaine
- Isabella Greco
- Mélissa Hanus
- Ersel Kaynak
- Fadila Laanan
- Anne Lambelin
- Bruno Lefebvre
- Jean-Pierre Lepine
- Christie Morreale
- Sylvie Muratore
- Özlem Özen
- Sophie Pécriaux
- Sabine Roberty
- Eliane Tillieux
- Thierry Witsel

### Brussels Hoofdstedelijk Gewest

#### Uitvoerende macht
| Brusselse regering Vervoort III | Brusselse regering Vervoort III | Brusselse regering Vervoort III |
| Functie                         | Naam                            | Bevoegdheid |
| ------------------------------- | ------------------------------- | --- |
| Minister-president              | Rudi Vervoort                   | Territoriale Ontwikkeling en Stadsvernieuwing, Toerisme en de Promotie van het Imago van Brussel en Biculturele Zaken van gewestelijk Belang |
| Staatssecretaris                | Nawal Ben Hamou                 | Huisvesting en Gelijke Kansen |

#### Wetgevende macht
De PS heeft 17 zetels in het Brussels Hoofdstedelijk Parlement:
- Leila Agic
- Latifa Aït Baala
- Mustapha Akouz
- Martin Casier
- Ibrahim Dönmez
- Nadia El Yousfi
- Isabelle Emmery
- Marc-Jean Ghyssels
- Jamal Ikazban
- Hasan Koyuncu
- Fadila Laanan
- Ahmed Laaouej (fractievoorzitter)
- Karine Lalieux
- Mohamed Ouriaghli
- Sevket Temiz
- Cécile Vainsel
- Yusuf Yildiz

### Lokaal niveau

#### Provincieraadsleden
- Walter Baseggio
- Fabien Beltran
- Gregory Benvegna
- Sonni Biordi
- Natacha Blanchart
- Marc Boitte
- Patricia Brabant
- Muriel Brodure-Willame
- Claude Bultot
- Yves Caffonette
- Marc Cappa
- Jacques Chabot
- Catherine Collard
- Laura Crapanzano
- Carine Daffe
- Stéphan De Mul
- Nathalie Deplus
- Géraldine Dujardin
- Jean-Marc Dupont
- Isabelle Evrard
- Gianni Galluzzo
- Marc Gilbert
- Luc Gillard
- Irwin Guckel
- Olivier Hartiel
- Nathalie Heyard
- Hicham Imane
- Damien Jenart
- Claude Klenkenberg
- Burcu Kurt
- Pascal Lafosse
- Patrick Lefevre
- Patrice Lempereur
- Matthieu Liessens
- Eric Lomba
- Nadia Loukia
- Emilie Malosto
- Eric Massin
- Gérard Mattia
- Angélique Maucq
- Laurence Meire
- Yamima Meziani
- Marina Mont
- Sandra Narcisi
- Willy Noizet
- Mélanie Ouali
- Louison Renault
- Etienne Roba
- Jérôme Salingue
- Daniel Senesael
- Khalid Tory
- Cédric Verté
- Philippe Waterlot

#### Gedeputeerden
PS levert volgende gedeputeerden:
- Laura Crapanzano
- Stéphan De Mul
- Luc Gillard
- Pascal Lafosse
- Eric Massin

#### Burgemeesters
PS levert 64 burgemeesters in de 271 Franstalige (253 Waalse en 19 Brusselse) gemeenten:
- Florent Van Grootenbrulle (Aat)
- Dominique Grenier (Aiseau-Presles)
- Samuel Moiny (Amay)
- Vincent Sampaoli (Andenne)
- Fabrice Cumps (Anderlecht)
- Grégory Philippin (Ans)
- Gauthier Dudant (Antoing)
- Thibaud Smolders (Awans)
- Nicolas Martin (Bergen)
- Roger Vanderstraeten (Bernissart)
- Didier Henrottin (Beyne-Heusay)
- Laurent Devin (Binche)
- Sandra Narcisi (Boussu)
- Pierre Wacquier (Brunehaut)
- Philippe Close (Brussel)
- Mourad Sahli (Chapelle-lez-Herlaimont)
- Thomas Dermine (Charleroi)
- Alpaslan Beklevic (Châtelet)
- Luciano D'Antonio (Colfontaine)
- Véronique Bonni (Dison)
- Romain De Reusme (Elsene)
- Alessandro Zappala (Evere)
- Hugues Bayet (Farciennes)
- Sophie Thémont (Flémalle)
- Loic D'Haeyer (Fleurus)
- Gianni Galluzzo (Fontaine-l'Evêque)
- Martin Van Audenrode (Gesves)
- Simon Bultot (Hastière)
- Eric Thiébaut (Hensies)
- Eric Hautphenne (Héron)
- Frédéric Daerden (Herstal)
- Christophe Collignon (Hoei)
- Philippe Courard (Hotton)
- Benoît Malevé (Incourt)
- Christian Fayt (Itter)
- Olivia P'tito (Koekelberg)
- Yves Depas (La Bruyère)
- Jacques Gobert (La Louvière)
- Valérie Dejardin (Limburg)
- Willy Demeyer (Luik)
- Bruno Pozzoni (Manage)
- Adrien Carlozzi (Marchin)
- Jean-Philippe Goffin (Merbes-le-Château)
- Pascal François (Meix-devant-Virton)
- Jean-Charles Deneufbourg (Morlanwelz)
- Sylvie Guillaume (Musson)
- Serge Fillot (Oupeye)
- Jimmy Ababio (Péruwelz)
- Damien Jenart (Quaregnon)
- Jean-Pierre Landrain (Quiévrain)
- Dimitri Legasse (Rebecq)
- Florence Monier (Saint-Ghislain)
- Valérie Maes (Saint-Nicolas)
- Jean Spinette (Sint-Gillis)
- Catherine Moureaux (Sint-Jans-Molenbeek)
- Déborah Géradon (Seraing)
- Frédéric Di Lorenzo (Steenput)
- Didier Gilkinet (Stoumont)
- Fabien Beltran (Trooz)
- Jean-Marc Delizée (Viroinval)
- Charles Spapens (Vorst)
- Christine Poulin (Walcourt)
- Christophe Lacroix (Wanze)
- Fabienne Winckel (Zinnik)

## Sozialistische Partei
De Duitstalige afdeling van de PS in de Oostkantons heet Sozialistische Partei (SP). De bekendste politicus is Karl-Heinz Lambertz, die lange tijd minister-president van de Duitstalige Gemeenschap was.

## Vooraanstaande leden
- Philippe Busquin, voormalig EU-commissaris (1999-2004)
- José Happart, voormalig burgemeester van Voeren (1983-1989)
- Freddy Thielemans, voormalig burgemeester van Brussel (2001-2013)
- Ludivine Dedonder, Minister van Defensie (2020-2025)